# Pobrđani (Sunja)
Pobrđani falu Horvátországban, a Sziszek-Monoszló megyében, közigazgatásilag Sunja községhez tartozik.

## Fekvése
Sziszek városától légvonalban 26, közúton 34 km-re délkeletre, községközpontjától 7 km-re délre, a Sunja-mező északnyugati szélén, a Sunjáról Hrvatska Dubicára menő főút mentén fekszik.

## Története
Pobrđani a török kiűzése után a 17. század végétől pravoszláv boszniai szerbekkel betelepített falvak közé tartozik. A falu 1773-ban az első katonai felmérés térképén „Dorf Boberchany” néven szerepel. Lipszky János 1808-ban Budán kiadott repertóriumában „Poberdjani” a neve.  Nagy Lajos 1829-ben kiadott művében „Podervany” néven 39 házzal és 244 lakossal szerepel. 1857-ben 117, 1910-ben 226 lakosa volt. Zágráb vármegye Kostajnicai járásához tartozott. A délszláv háború előtt lakosságának 96%-a szerb nemzetiségű volt. 1991. június 25-én a független Horvátország része lett. A délszláv háború idején lakossága a szerb erőkhöz csatlakozott. A Krajinai Szerb Köztársasághoz tartozott. A falut 1995. augusztus 5-én a Vihar hadművelettel foglalta vissza a horvát hadsereg. A szerb lakosság többsége elmenekült. A településnek 2011-ben 22 lakosa volt.

## Népesség
| Lakosság változása | Lakosság változása | Lakosság változása | Lakosság változása | Lakosság változása | Lakosság változása | Lakosság változása | Lakosság változása | Lakosság változása | Lakosság változása | Lakosság változása | Lakosság változása | Lakosság változása | Lakosság változása | Lakosság változása | Lakosság változása |
| ------------------ | ------------------ | ------------------ | ------------------ | ------------------ | ------------------ | ------------------ | ------------------ | ------------------ | ------------------ | ------------------ | ------------------ | ------------------ | ------------------ | ------------------ | ------------------ |
| 1857               | 1869               | 1880               | 1890               | 1900               | 1910               | 1921               | 1931               | 1948               | 1953               | 1961               | 1971               | 1981               | 1991               | 2001               | 2011               |
| 117                | 116                | 148                | 167                | 183                | 226                | 241                | 246                | 170                | 188                | 182                | 156                | 125                | 112                | 30                 | 22                 |